# Margretelundsfortet

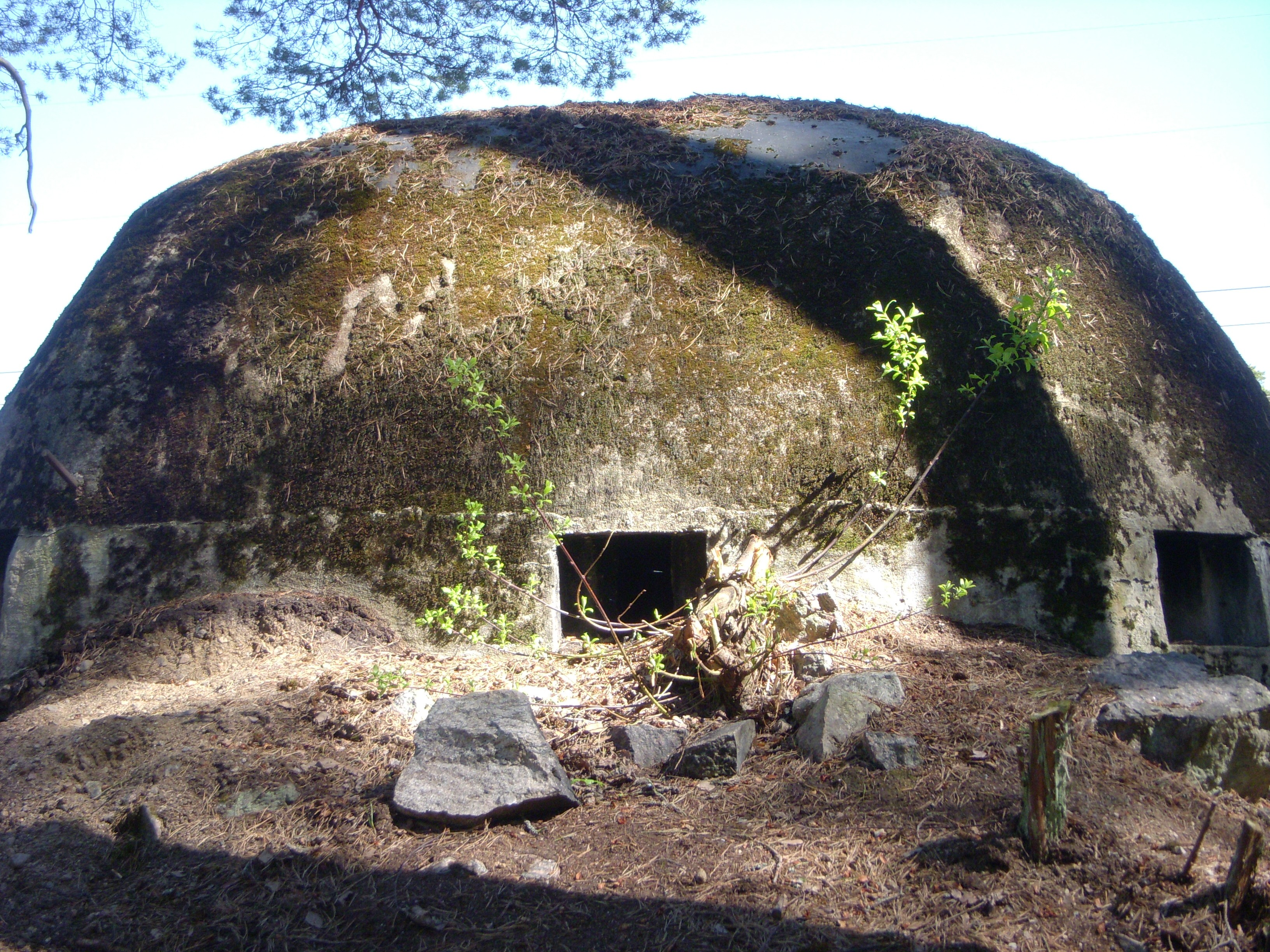
Margretelundsfortet i maj 2011.

Margretelundsfortet (enligt Riksantikvarieämbetet Gribbylundsfortet) var en försvarsanläggning som ligger i skogen strax norr om Löttingelundsvägen i Täby kommun, Stockholms län. 
Fortet ingick i den Norra Fronten som anlades strax före och under första världskriget. Norra Fronten tillsammans med Södra Fronten, även kallad Korvlinjen var en viktig del av Stockholms fasta försvar. En av de välbevarade anläggningarna längs Norra Fronten är Margretelundsfortet som började byggas 1904 och ingick i försvarsorganisationen fram till 1952.

## Bakgrund
Kring sekelskiftet 1900 kom ett nytt försvarspolitiskt tänkande då centralförsvaret avlöstes av ett gräns- och kustförsvar. Man utnyttjade de sjösystem som omger Stockholm och säkrade passagerna mellan dem med ett 30-tal befästningar av varierande storlek.  Försvarslinjen kallades på grund av sitt utseende för Korvlinjen. Bygget finansierades av privatpersoner som samlades i "Föreningen för Stockholms fasta försvar" och "Palmqvistska fonden till Stockholms befästande". Själva byggarbetena utfördes av militär, som stod under civil ledning. Sedan skänktes anläggningarna till militären. Försvarslinjen ingick i försvarsorganisationen fram till 1952. 
Befästningsanordningarna på land norr om Stockholm utgjordes huvudsakligen av skyttevärn och batteriplatser som sträckte sig från Östra Ryd i Österåkers kommun till Ed i Upplands Väsby kommun och hade en sträckning av närmare 25 km. Anläggningen bestod av ett så gott som ett linjärt fort- och löpgravssystem och skulle bemannas huvudsakligen av infanterister från landstormen, det vill säga värnpliktiga äldre än 32 år, beväpnade med vanliga gevär. Det var innan pansarfordon var påtänkta och när kulsprutor fortfarande var ovanliga. Hela linjen bestående av Danderydslinjen och Sollentunalinjen skulle bemannas med cirka 5000 man.
Efter 1921-1922 gjordes inga utbyggnader av försvarslinjen men under andra världskriget moderniserades anläggningen. Numera är de flesta byggnaderna i Norra Fronten rivna eller naturen håller på att ta över.

## Fortet
Danderydslinjen skulle säkra det så kallade Täbypasset. Stommen i Täbypasset utgjordes av sju sammanhängande betongfort, sammanlänkade med skyttegravar. Förutom Västra Arningefortet och Östra Arningefortet var även Margretelundsfortet ett av dessa sju betongfort. Det är beläget på en höjd längs försvarslinjen och utformades som en T-formad, så kallad infanterikorv. Namnet "korv" härrör från den halvrunda takkonstruktionen i betong som slingrade sig som en korv genom landskapet. Margretelundsfortet  är i relativt bra skick. Det har tre ingångar, på insidan sitter en av järnskjutluckorna kvar som kunde dras för de större skottgluggarna, avsedda för kulspruta. I oktober 2000 utförde RAÄ en inventering av objektet.. Fortets RAÄ-nummer är Täby 438:1. Mot N-NNO och i nära anslutning till fortet finns två skyttevärn med RAÄ-numren Täby 438:2 och Täby 438:3 där det förra delvis är raserat till följd av att en motionsslinga dragits fram.

## Bilder

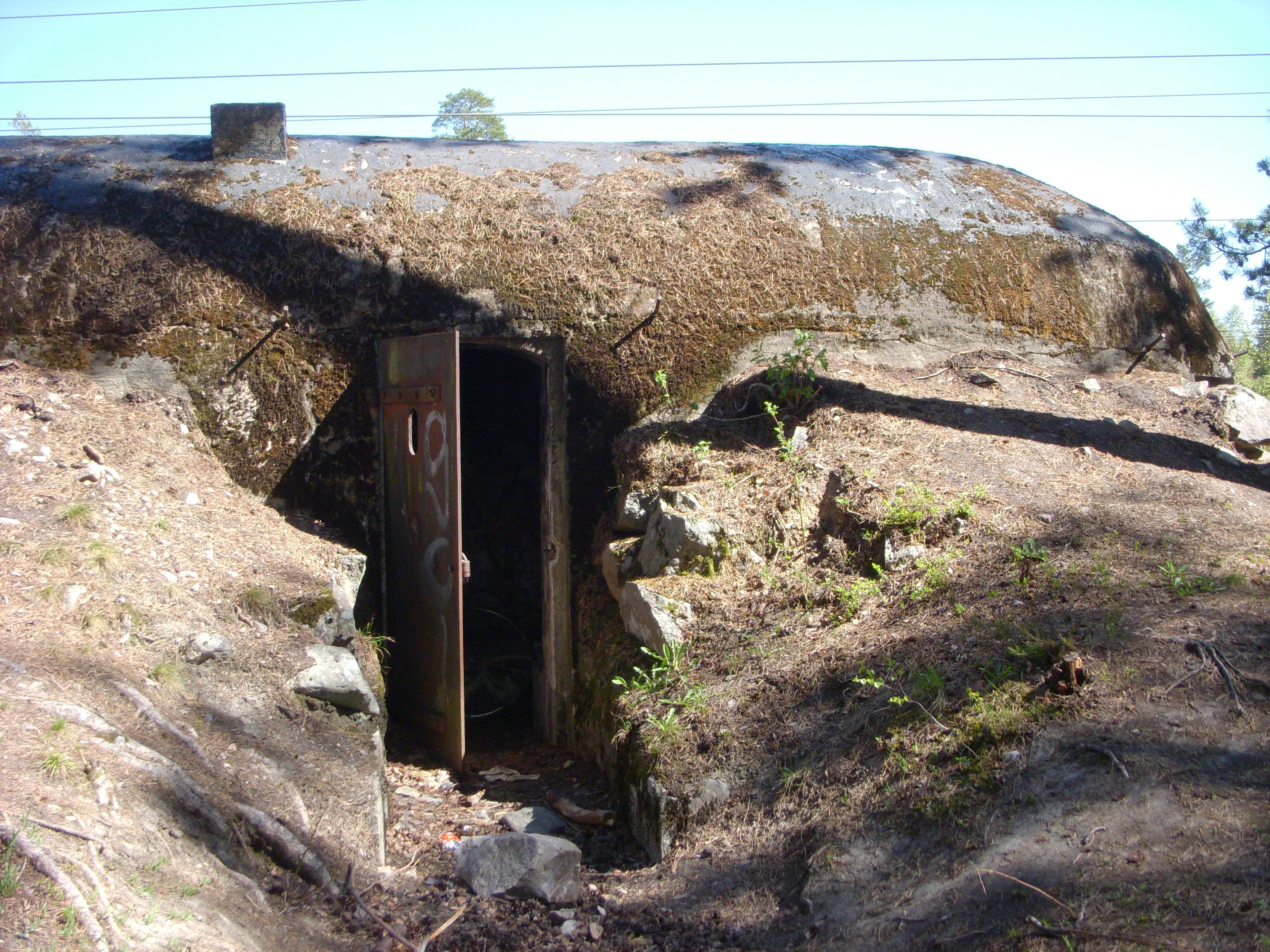
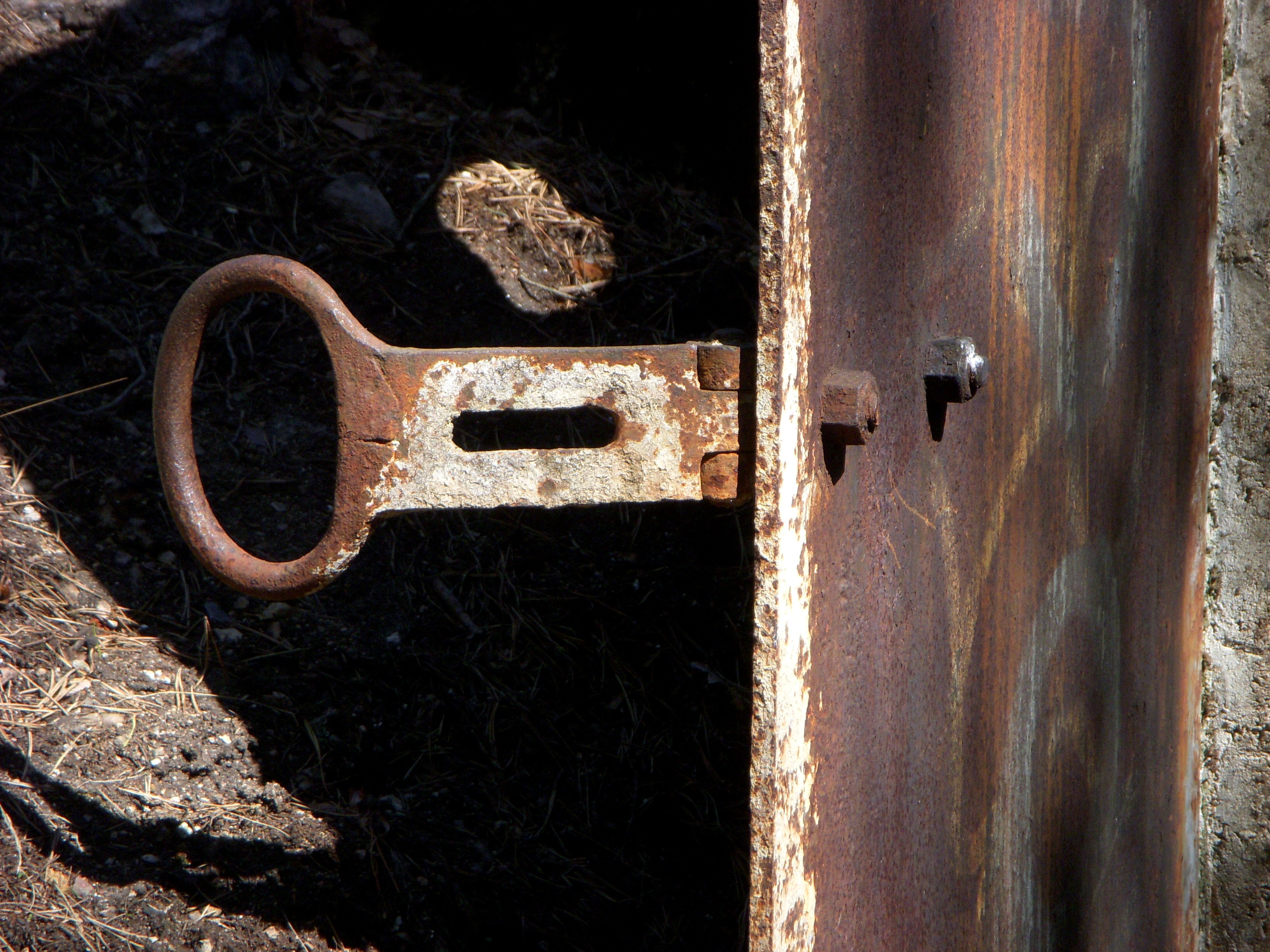
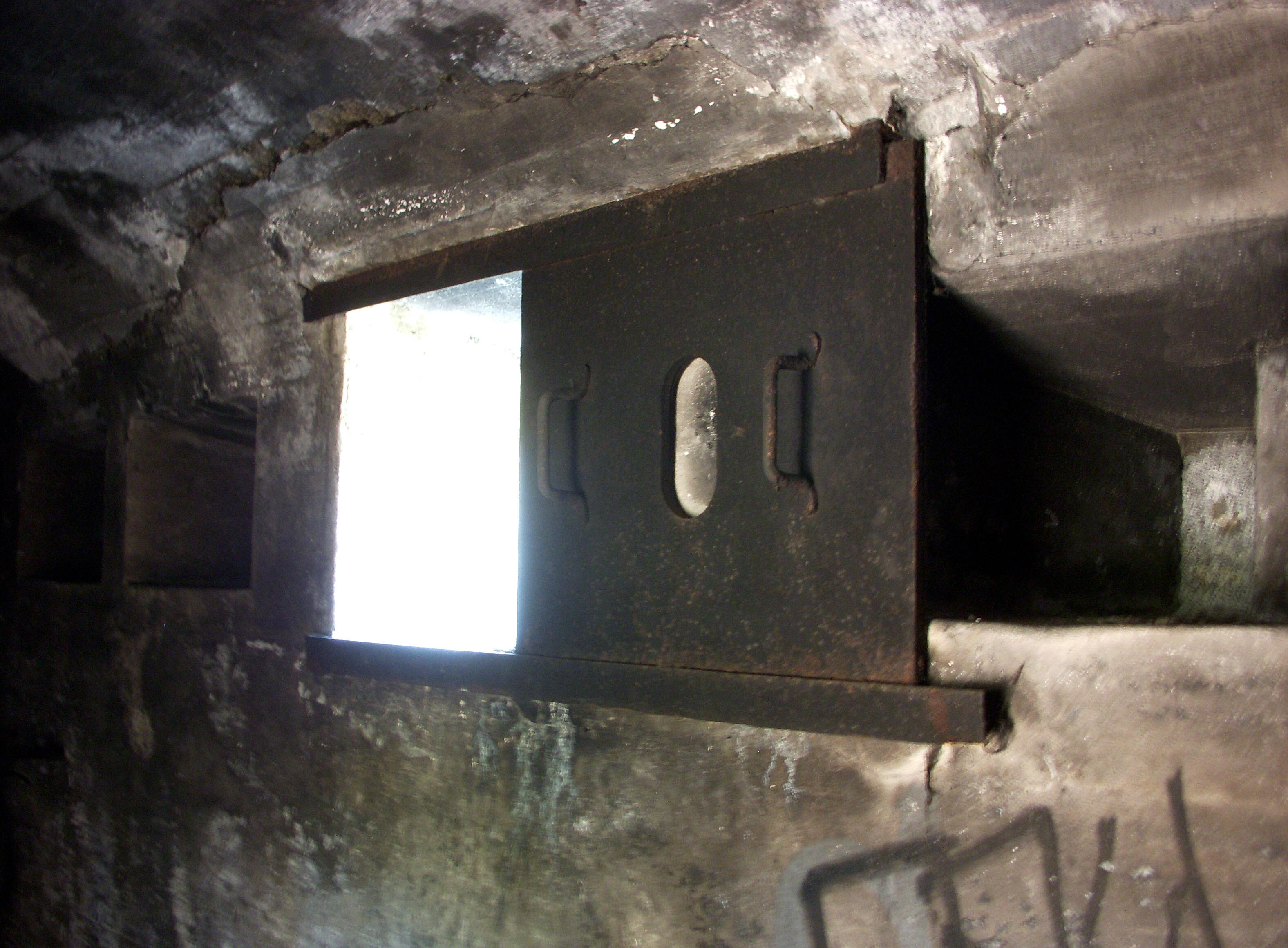
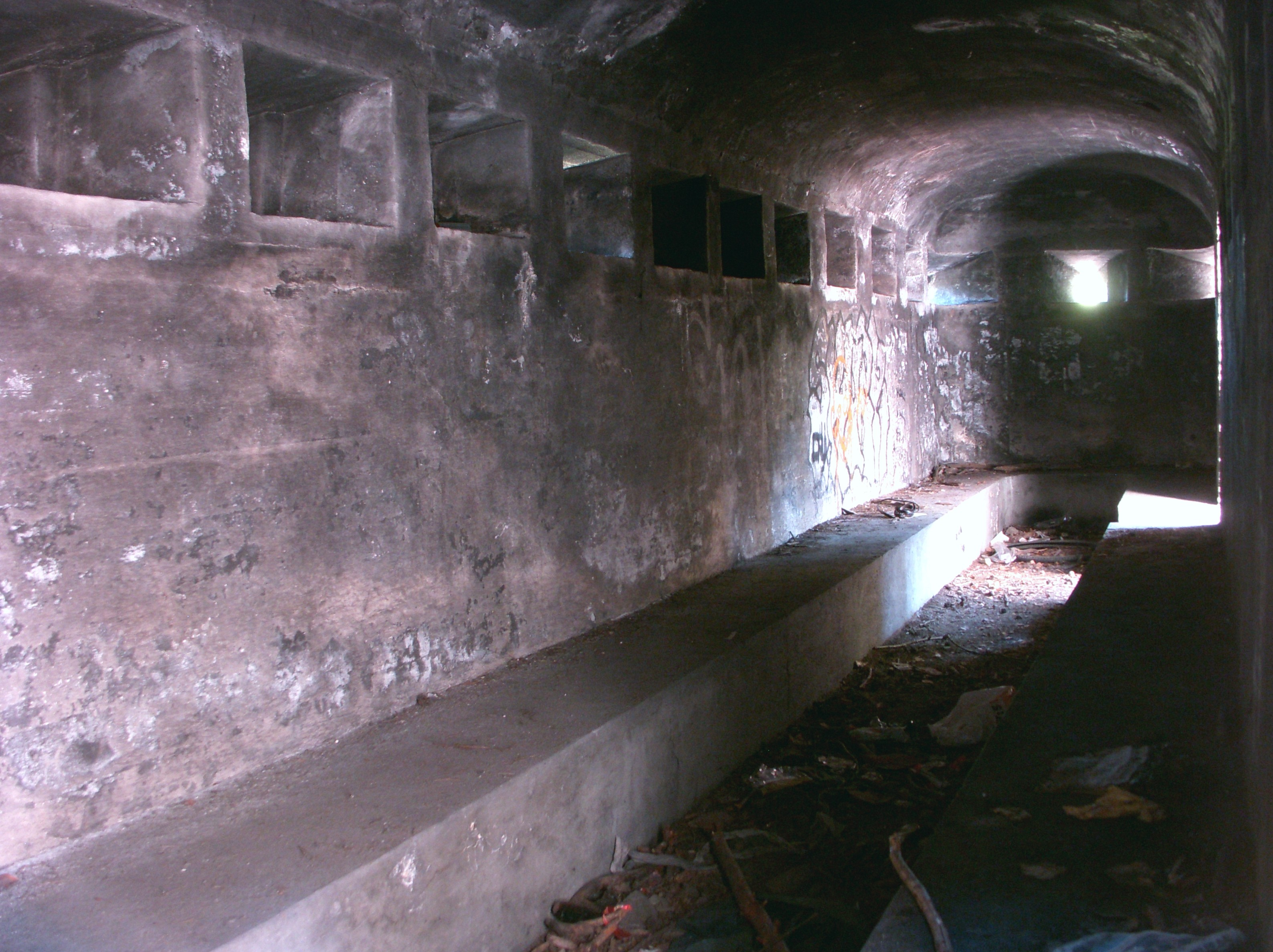